# Тромплей

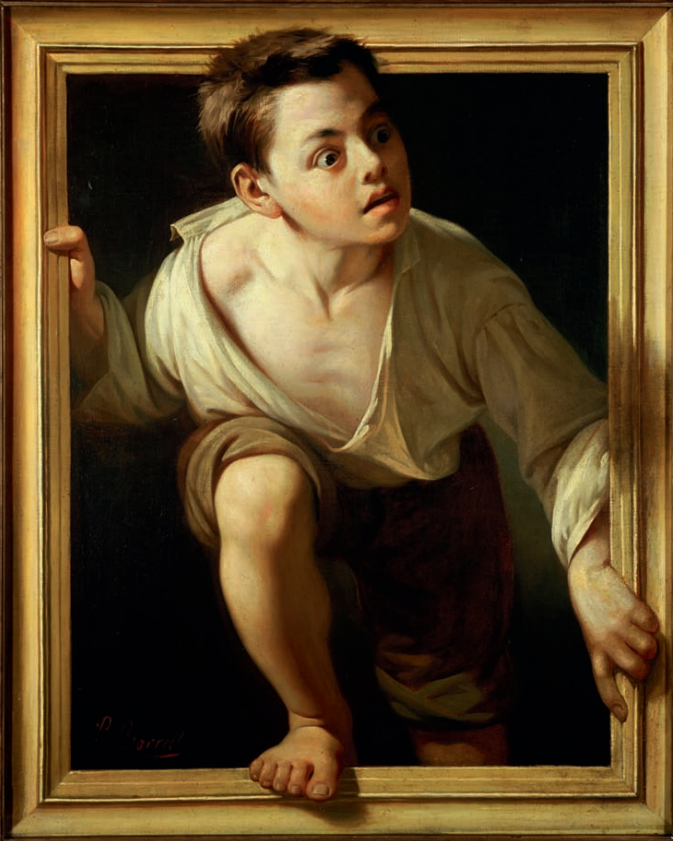
Тікаючи від критики, Пере Боррель дель Казо, 1874

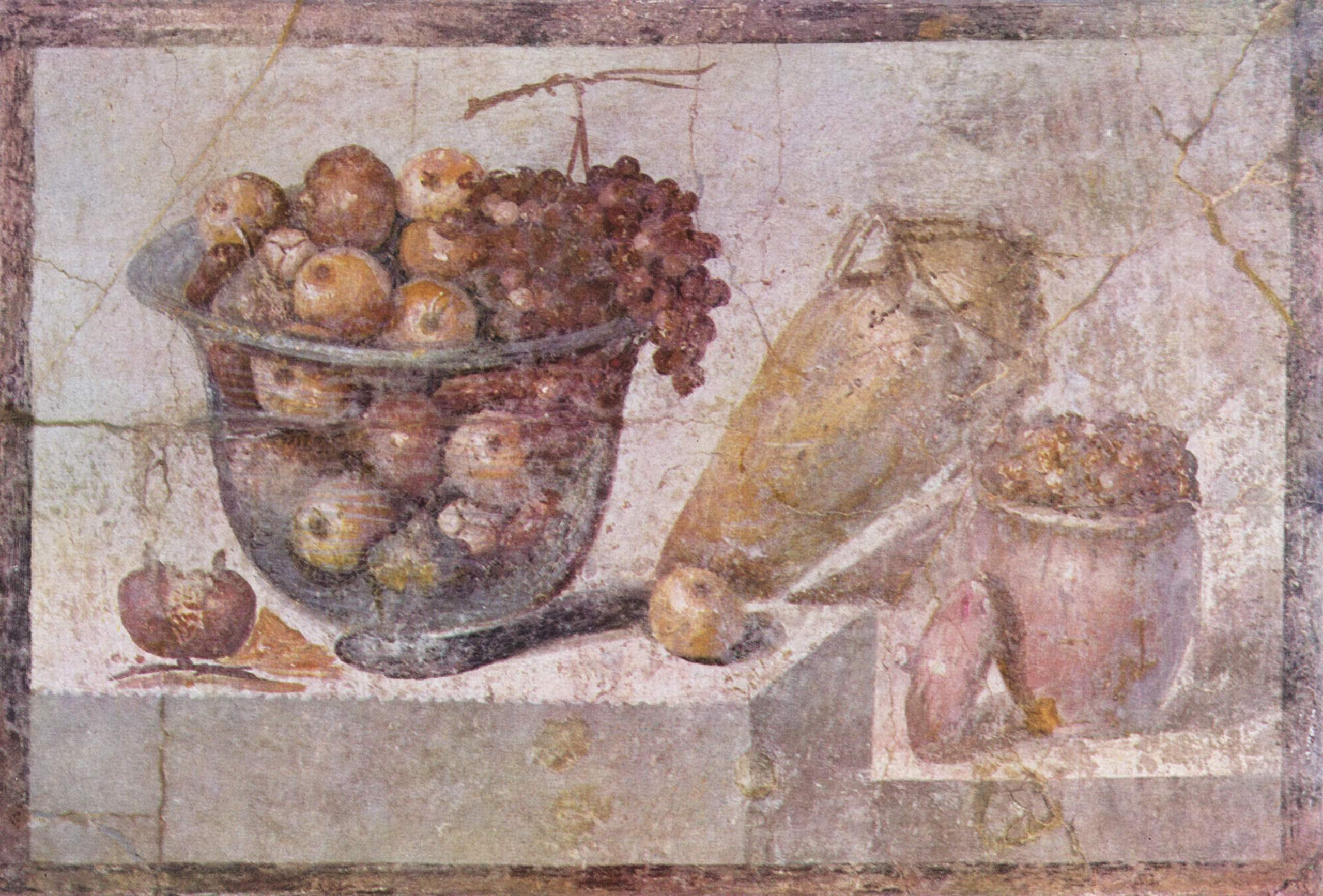
Фреска в Помпеях. 70 рік н. е.

Тромплей (фр. Trompe-l'oeil, (tʀɔ̃pˈlœj) — «обман зору») — це технічний прийом у мистецтві, метою якого є створення оптичної ілюзії об'ємності зображеного на двомірній площині об'єкта.

## Тромплей в античний період
Прийом використовували вже у Стародавній Греції і Стародавньому Римі. Типовий приклад античного тромплею — настінне зображення вікна, дверей або атріуму для створення ілюзорного ефекту, ніби кімната більша, ніж вона є насправді.
В одній з популярних давньогрецьких історій розповідається про суперечку між відомими художниками. Зевксис створював настільки реальні і переконливі картини, що птахи прилітали й дзобали намальований виноград. Зевскис запитав свого суперника Парразія (Parrhasius), чи можна йому скинути подерту накидку з картини, щоб оцінити її. Але виявив, що накидка була намальована. Так Зевксис вводив в оману птахів, а Парразій ввів в оману Зевксиса.

## Тромплей в період Ренесансу

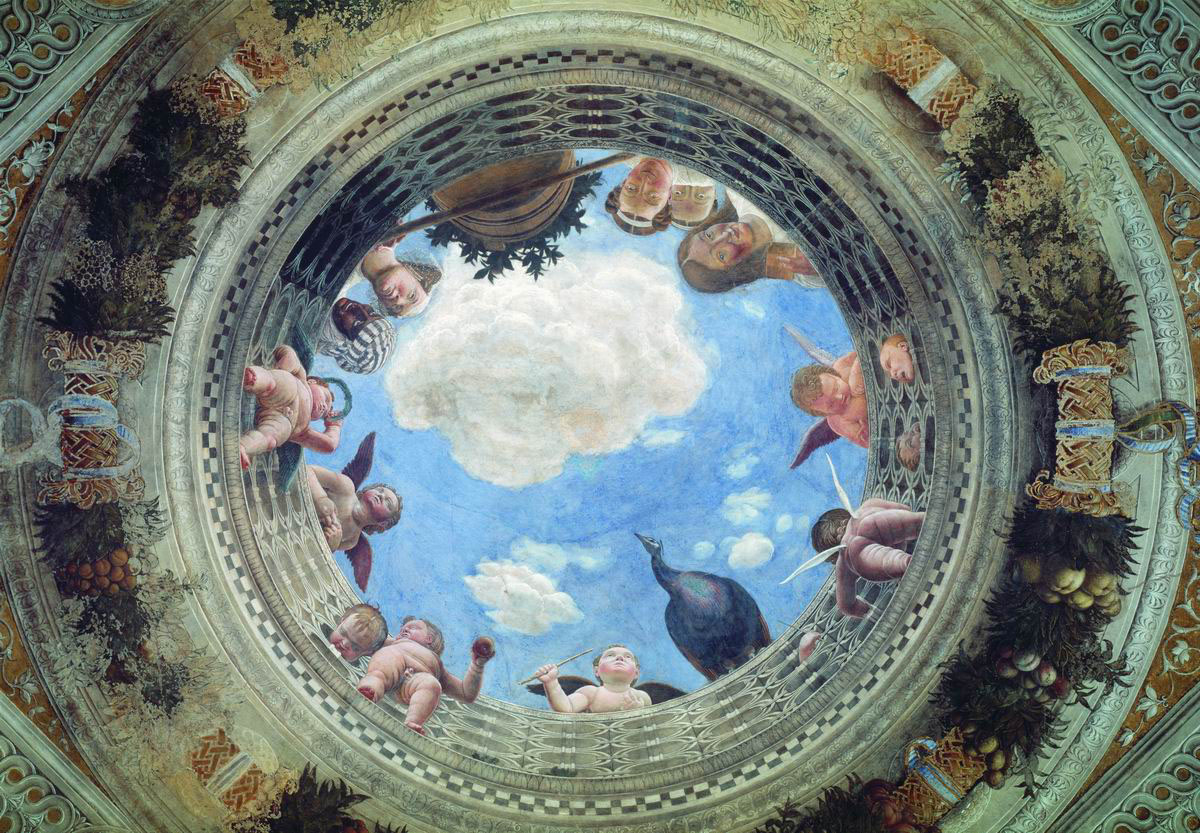
Фрески на стелі роботи Андреа Мантенья в Камері дельї Спозі в Мантуанському Палаццо Дукале

Відкривши закони перспективи, італійські живописці пізнього кватроченто такі, як Андреа Мантенья і Мелоццо да Форлі, почали малювати на фресках стіни й склепіння з використанням законів перспективи для створення ефекту збільшення простору. Цей тип тромплею знаний як «di sotto in sù», «знизу вгору» в перекладі з італійської.

## Тромплей після Ренесансу

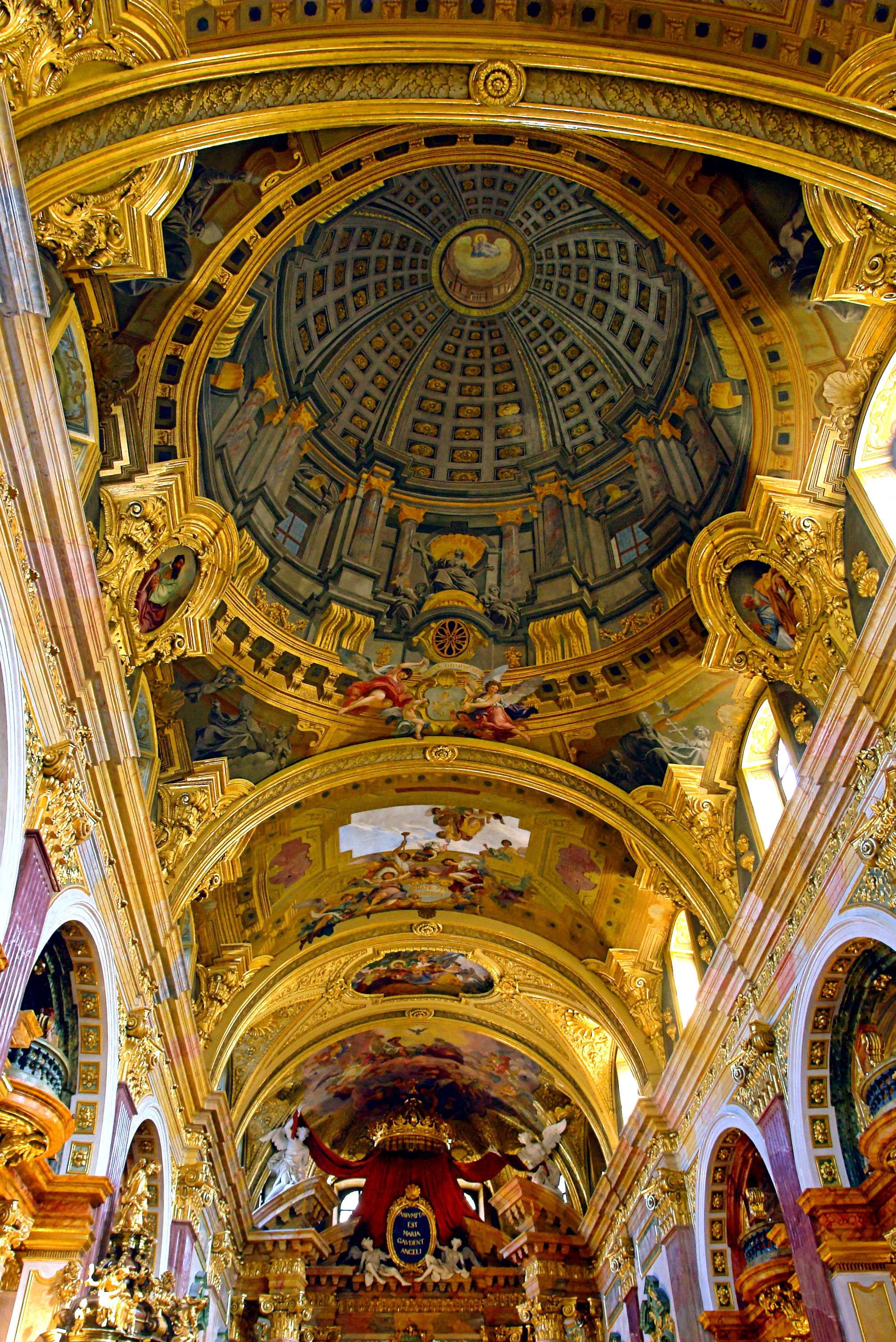
Купол Єзуїтської церкви у Відні роботи художника Андреа Поццо (1703)

Закони перспективи XVII століття, які повніше створювали архітектурну об'ємну ілюзію і які використовували художники для того, щоб «відкрити» простір стіни або склепіння, отримали назву «quadratura». Одним із чудових прикладів архітектурного тромплею є купол Єзуїтської церкви у Відні художника Андреа Поццо, який лише злегка ввігнутий, але створює враження реальної архітектурної споруди.

## Застосування тромплею в різних сферах
Тромплей використовують творці фільмів для знімання складних сцен. Для цього частину сцени малюють на склі, яке поміщають перед камерою під час фільмування сцени. Цей спосіб використовували під час знімання ранніх фільмів серії Зоряних воєн.
Тромплей також використовують для створення тривимірних татуювань і малюнків в стилі бодіарт.
Сьогодні тромплей набув поширення серед художників, які малюють на асфальті, та графітистів.

## Приклади тромплею в живописі

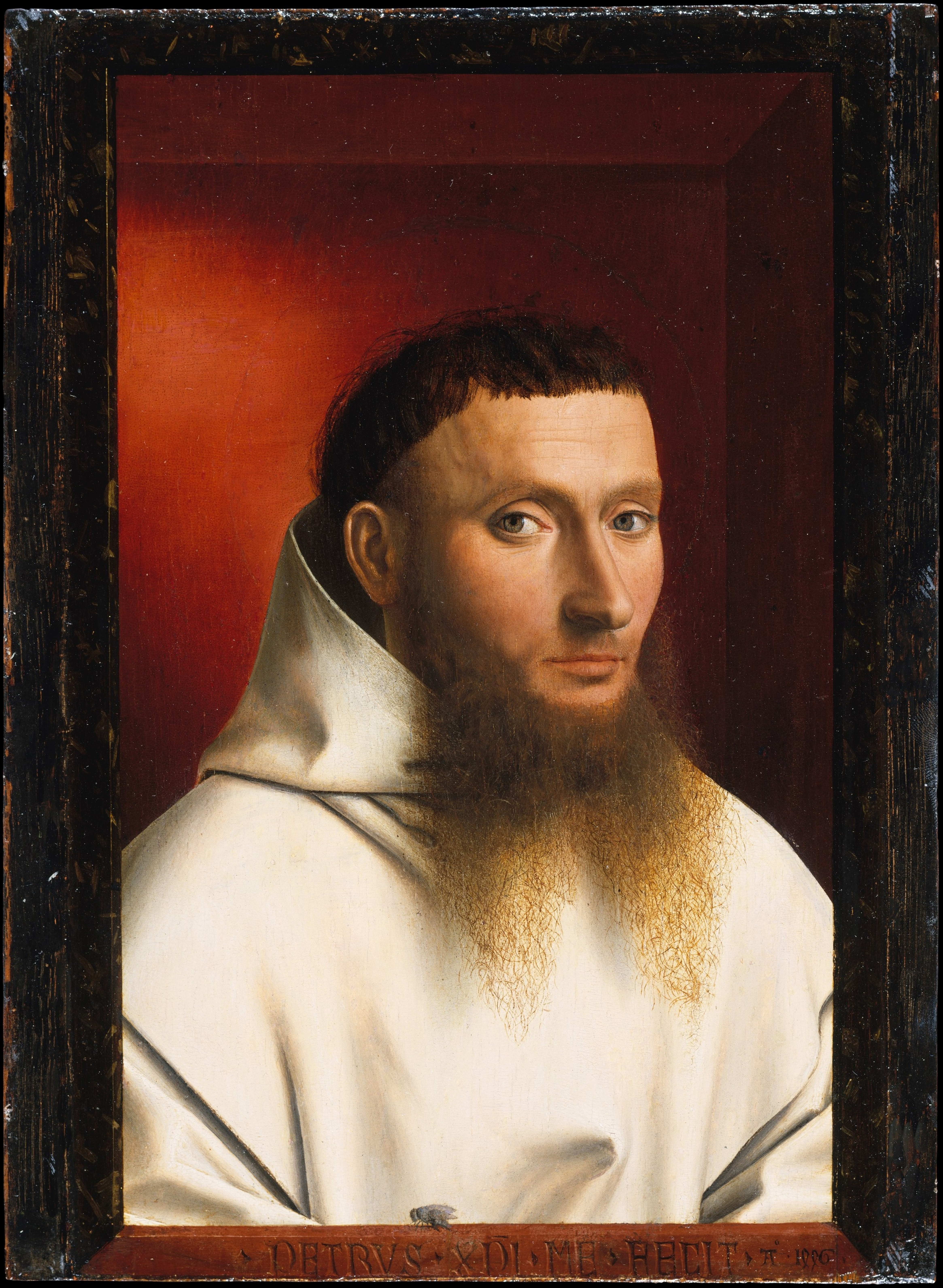
Петрус Крістус, Портрет картузіанця (1446). На рамі внизу причаїлася муха.
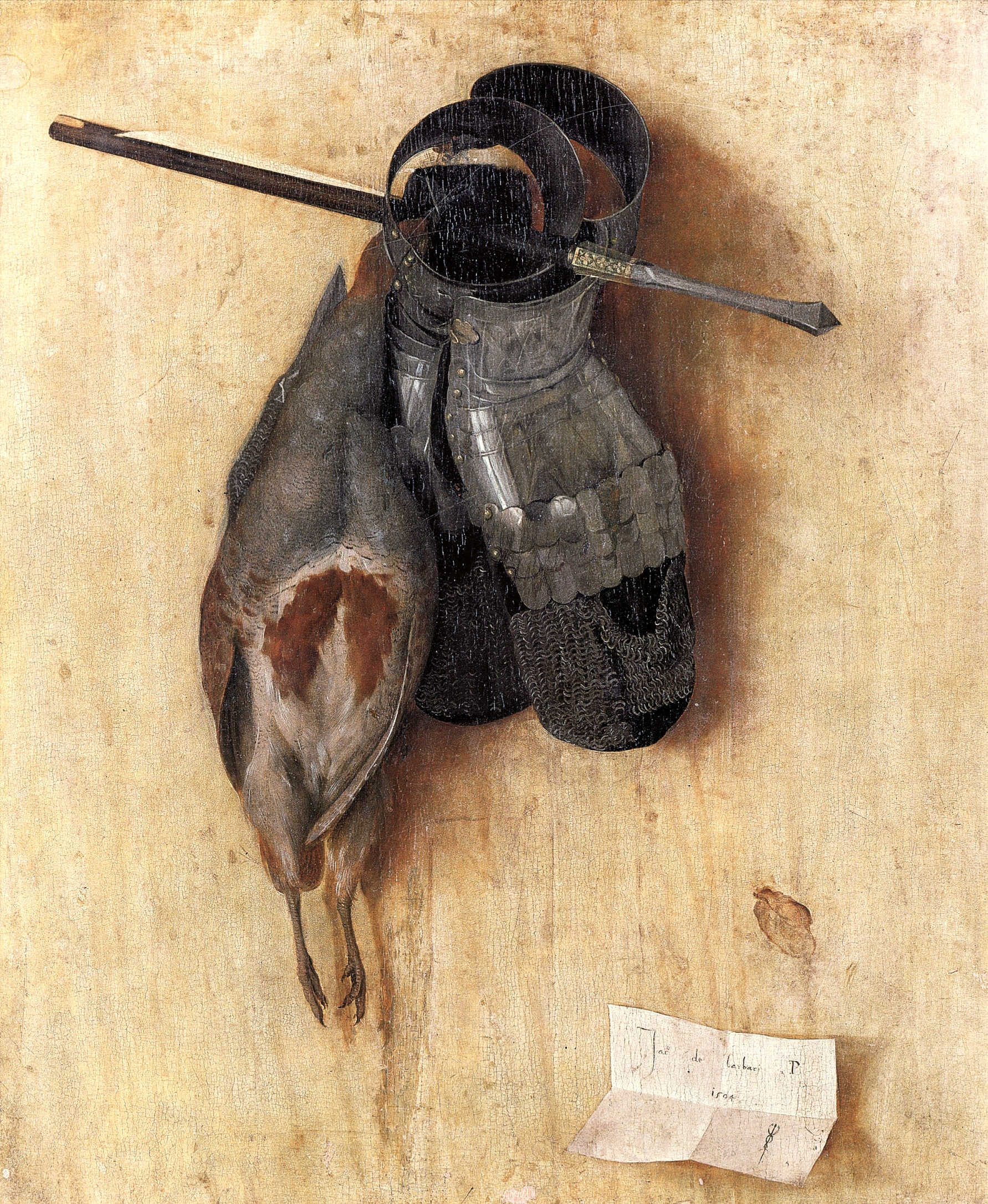
Жакопо де Барбарі, 1504. Перший натюрморт-тромплей з часів античності
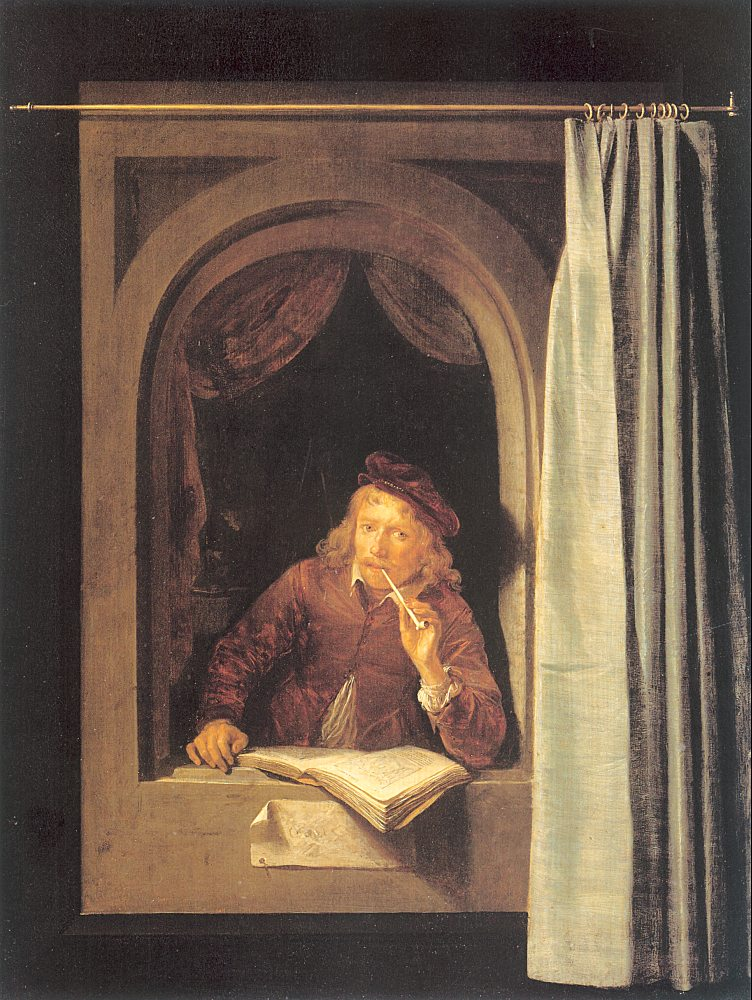
Жерар Ду, Художник з люлькою й книгою (бл.1654)
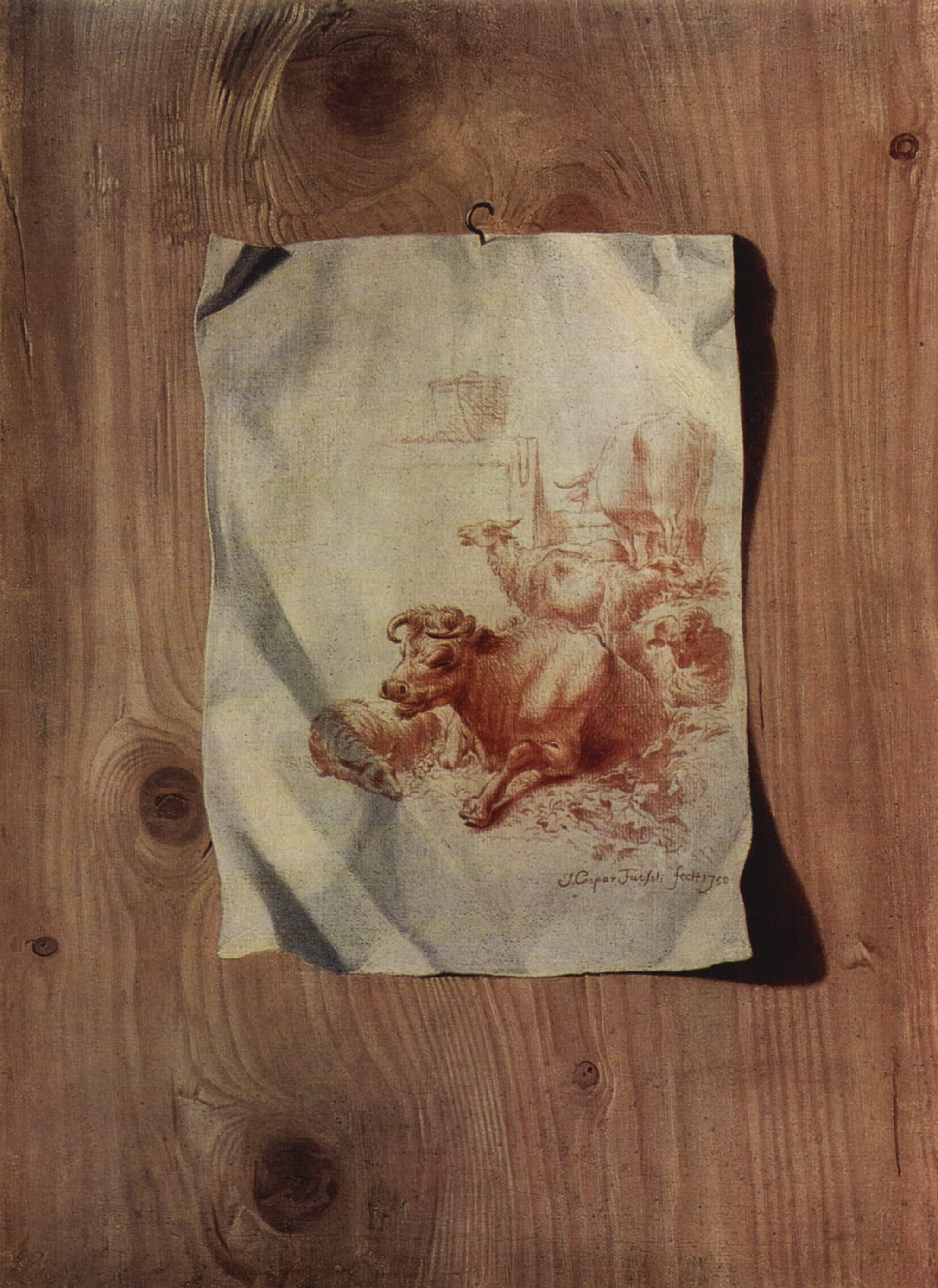
Гайнріх Фюсслі, Тромплей (1750)
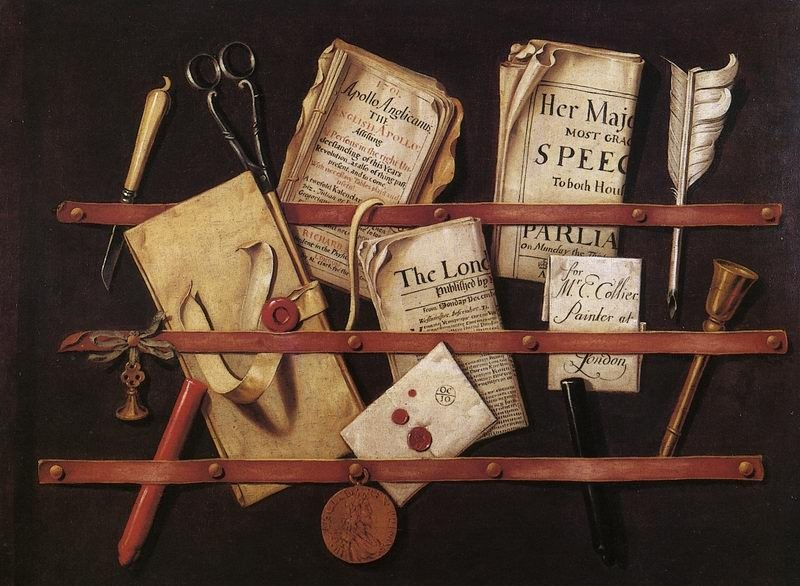
Газети й інструменти на картині

## Приклади тромплею в скульптурі

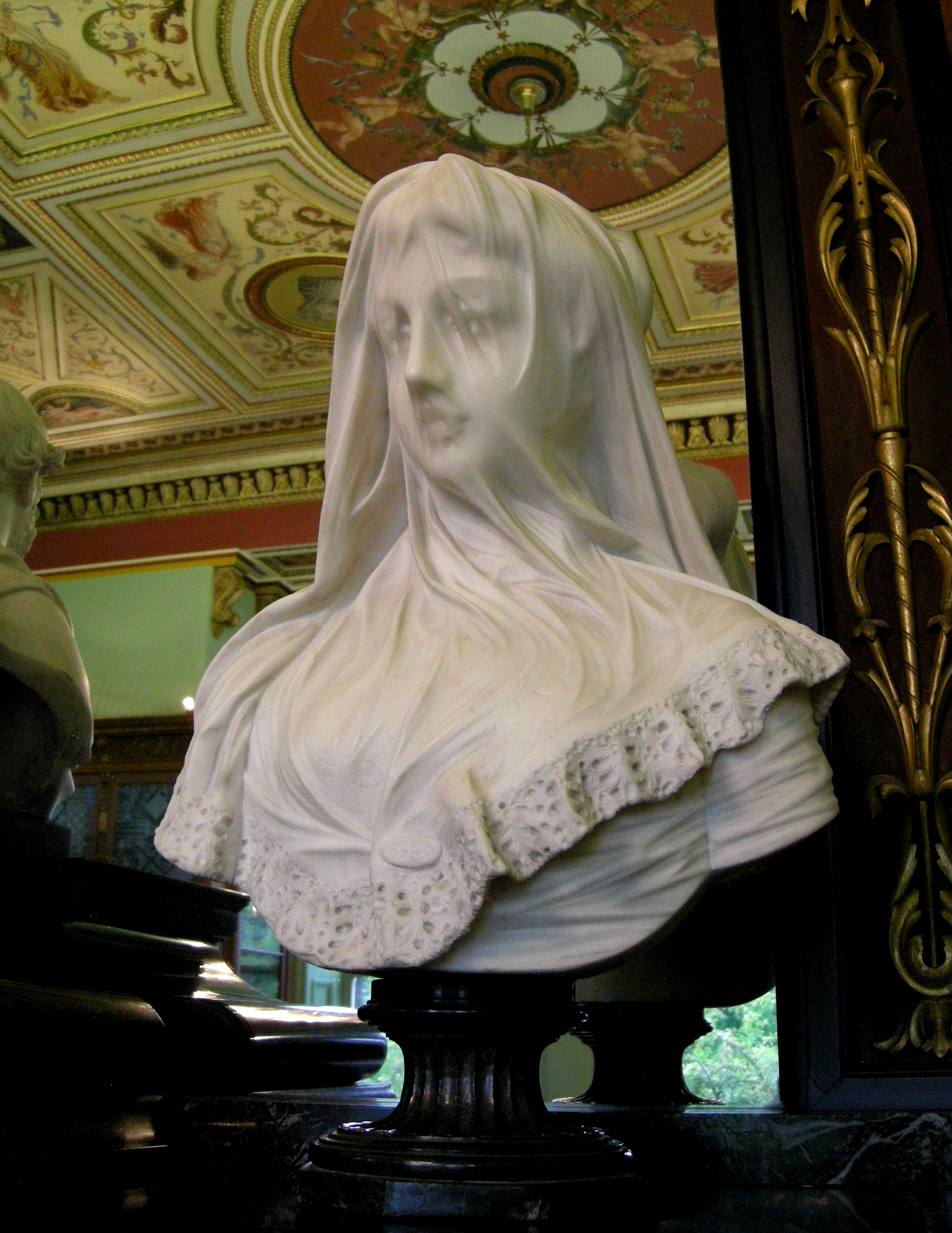
Мармуровий бюст із прозорою вуаллю, XX століття, Музей Бенкфілда
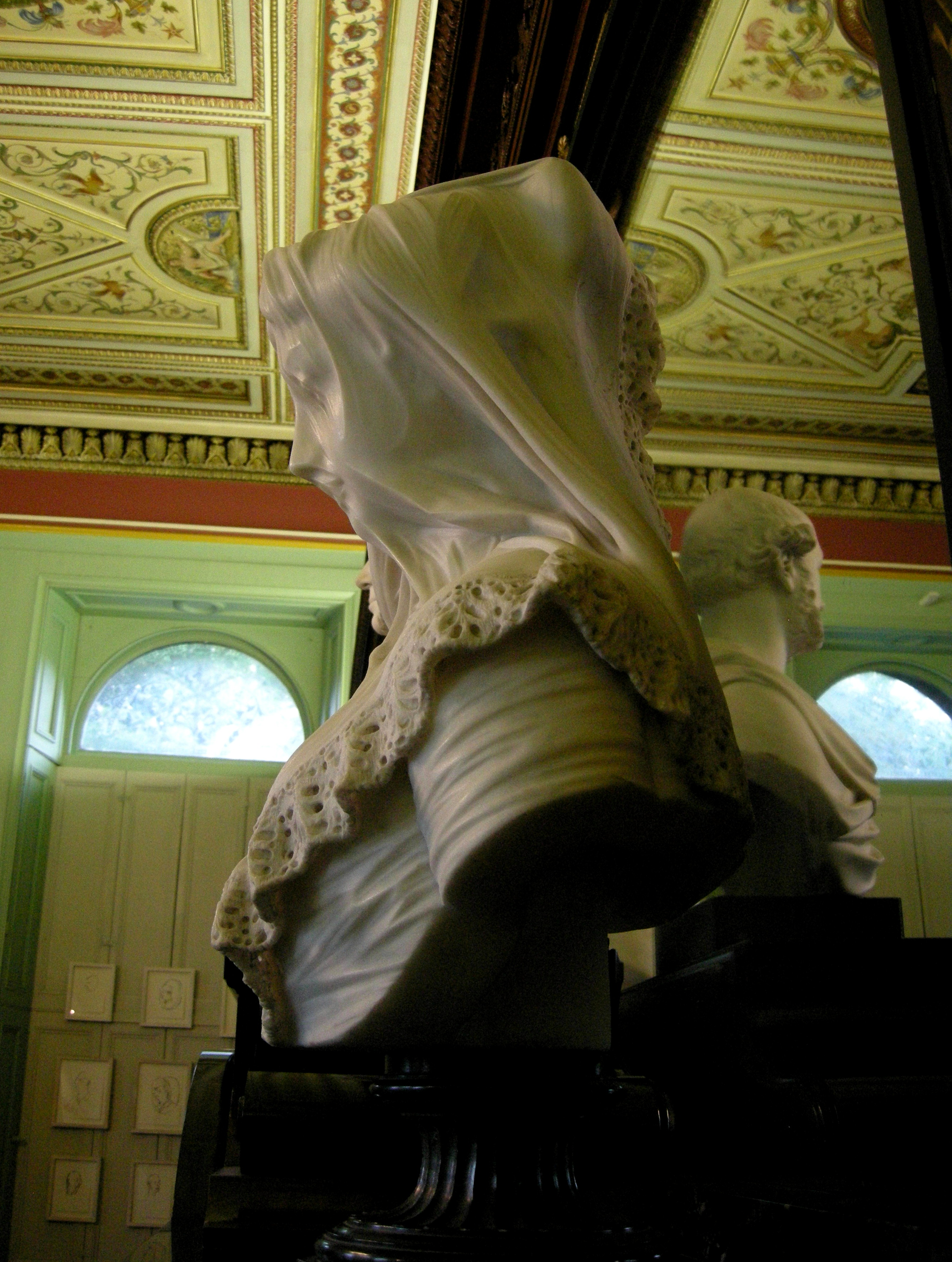
Цей ефект залишається під будь-яким кутом і на будь-якій відстані.
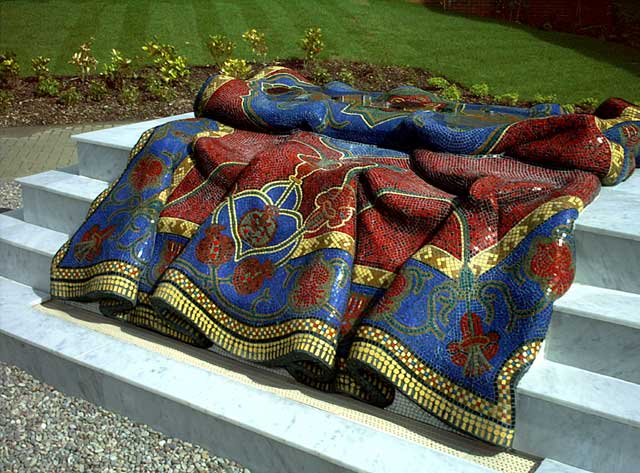
Сучасний тромплей, мозаїка на станції в Нью-Йорку
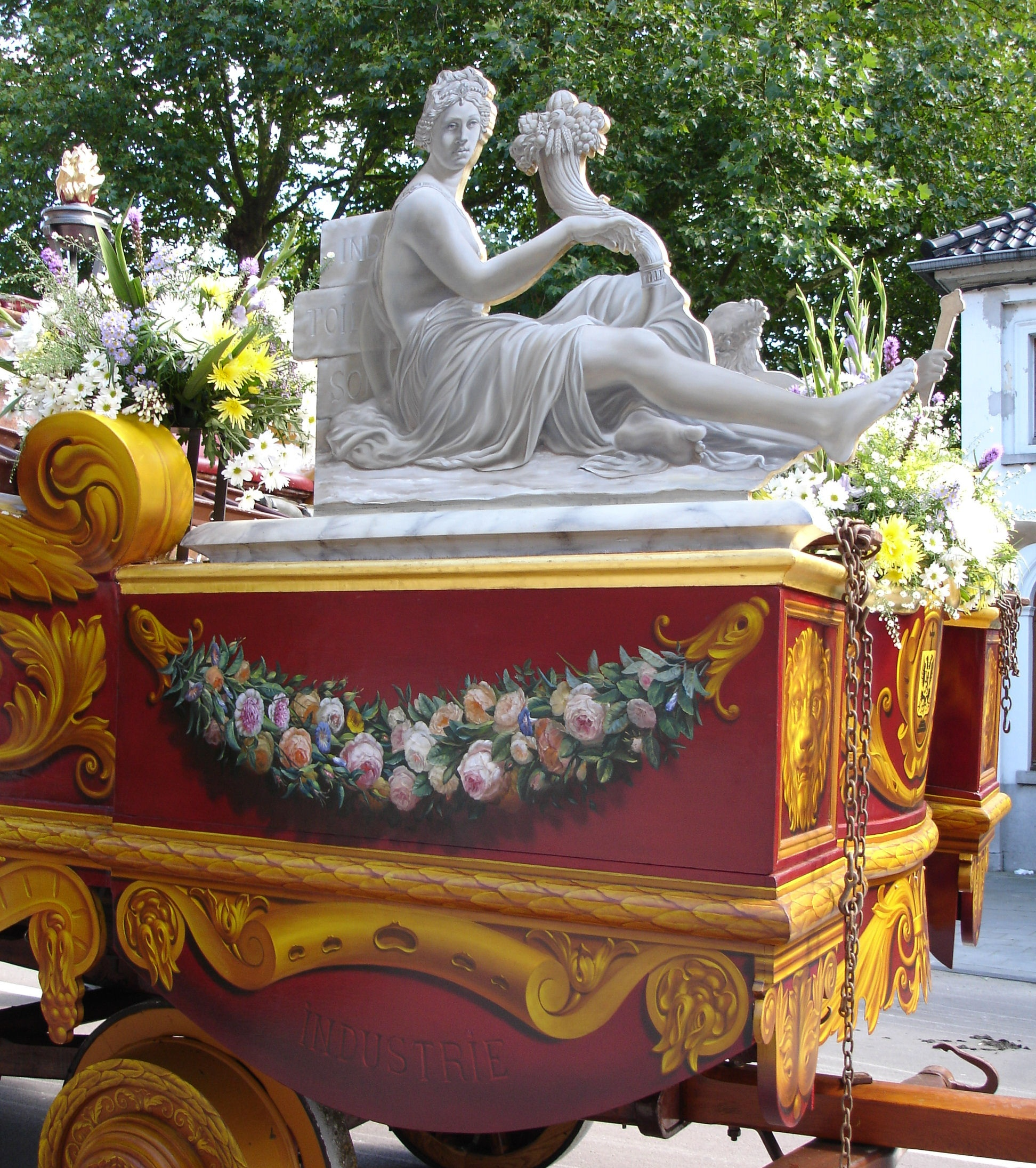

## Приклади настінного тромплею

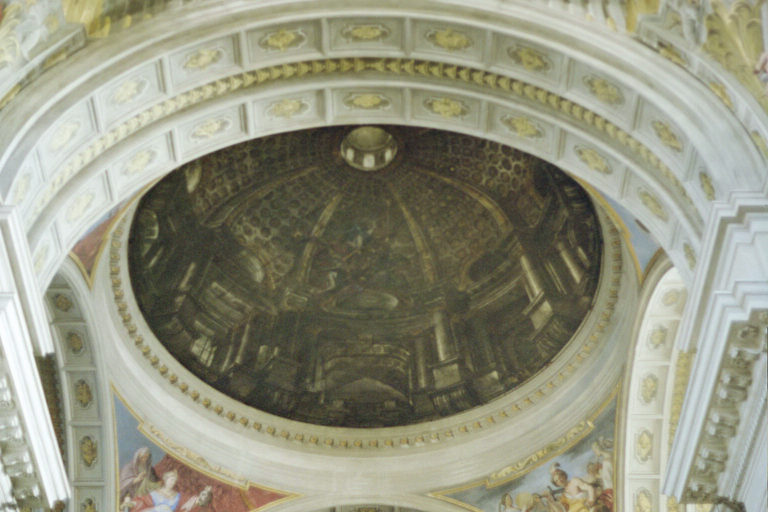
Живопис на куполі церкви Сант-Ігнаціо, Рим
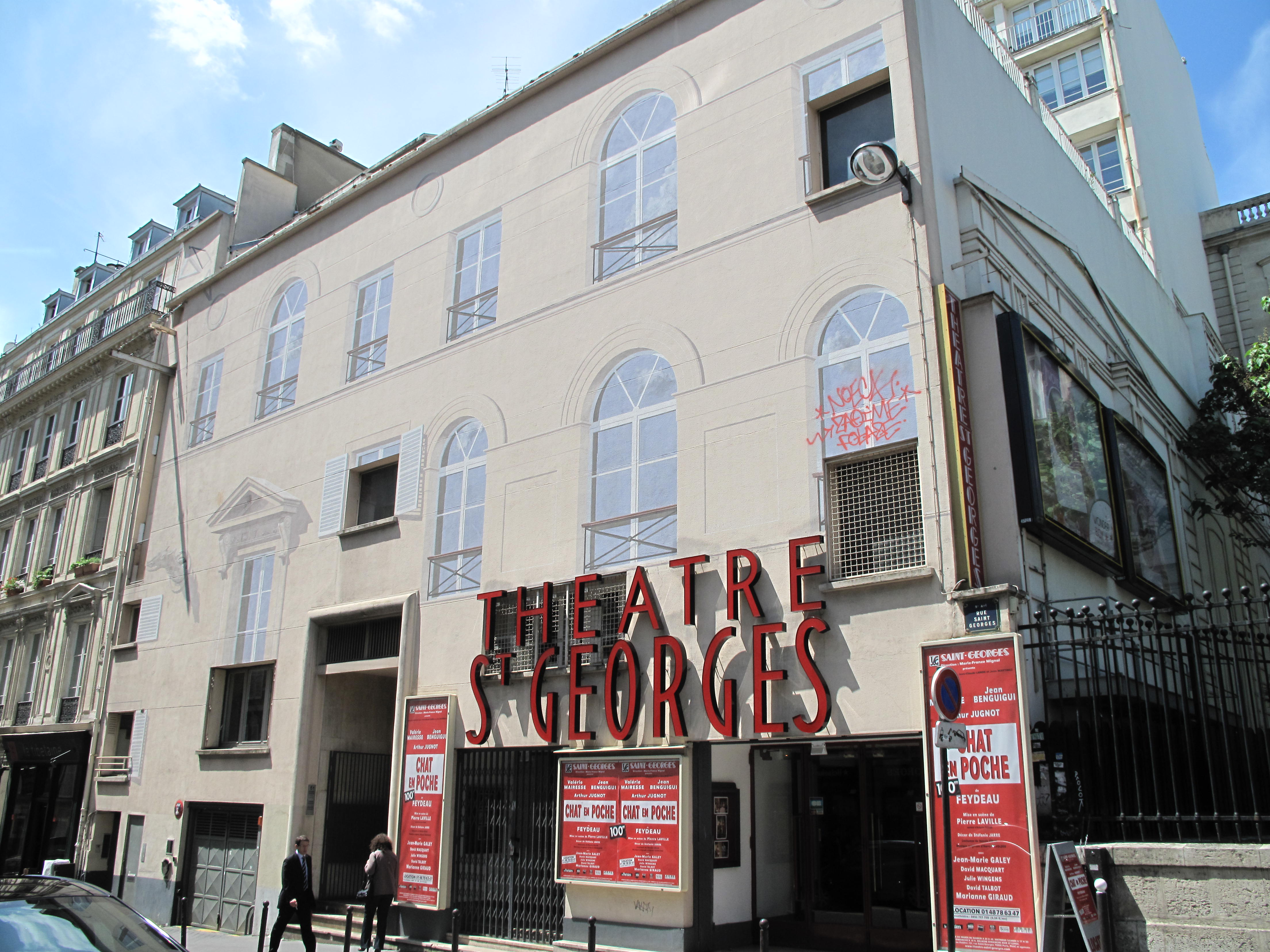
Фасад театра Сен-Жорж, Париж, Франція
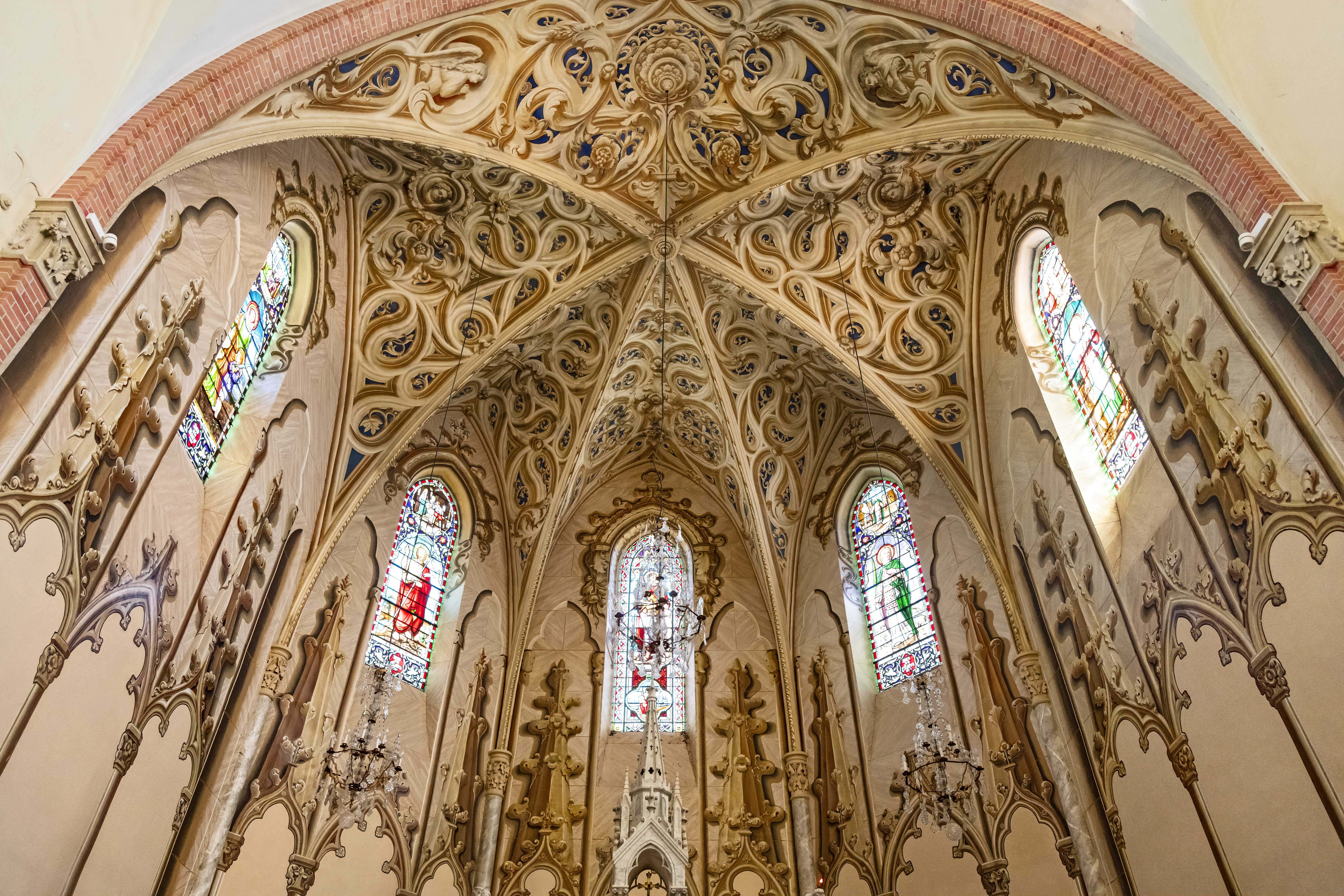
Церква Сен-Ферреоль — склепіння хору виконане у тромплеї, Оргей, Франція.
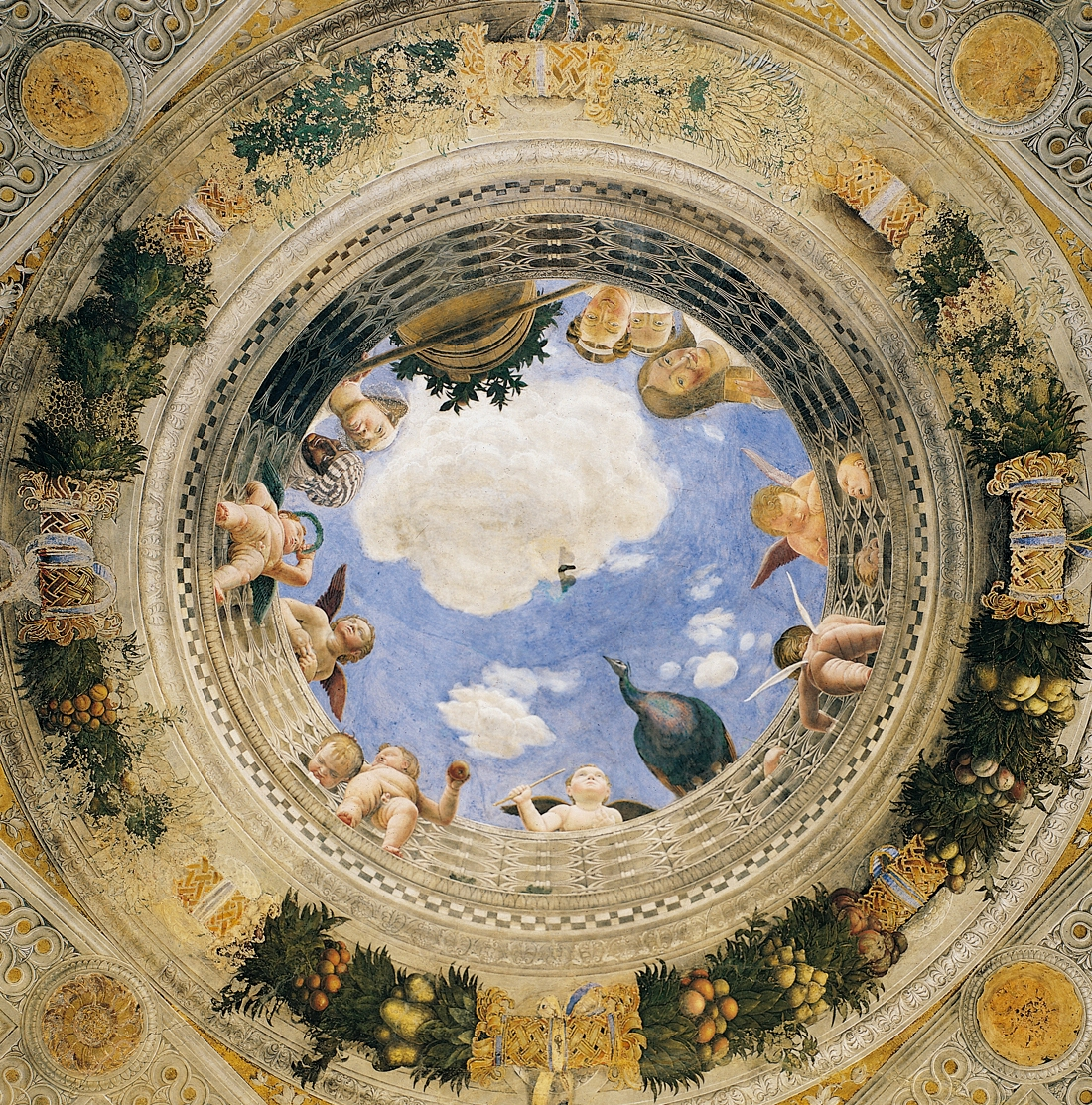
Тромплей в Замку Сан-Джорджіо, Мантуя, Італія, Андреа Мантенья
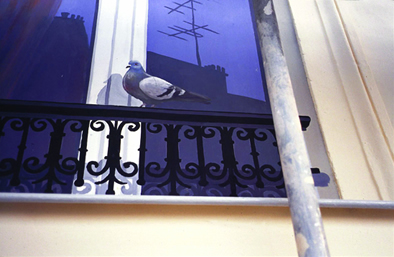
Тромплей голуба на стіні, вулиця Еміля Лепе, Париж, Франція
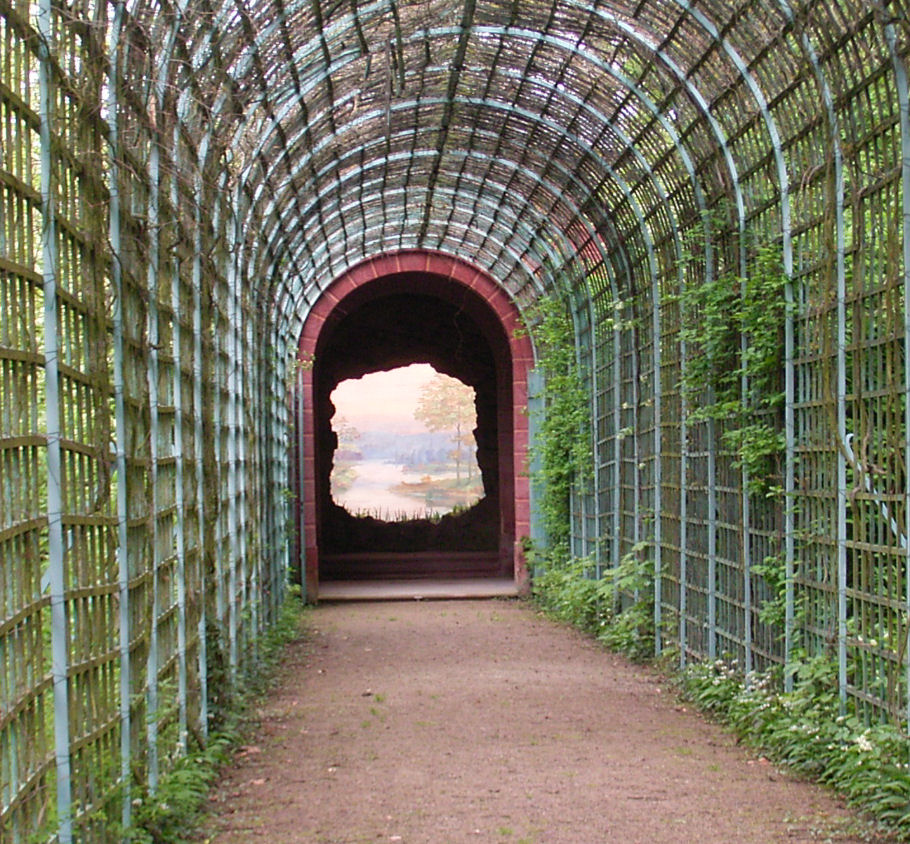
Стіна в місті Шветцінген, Німеччина
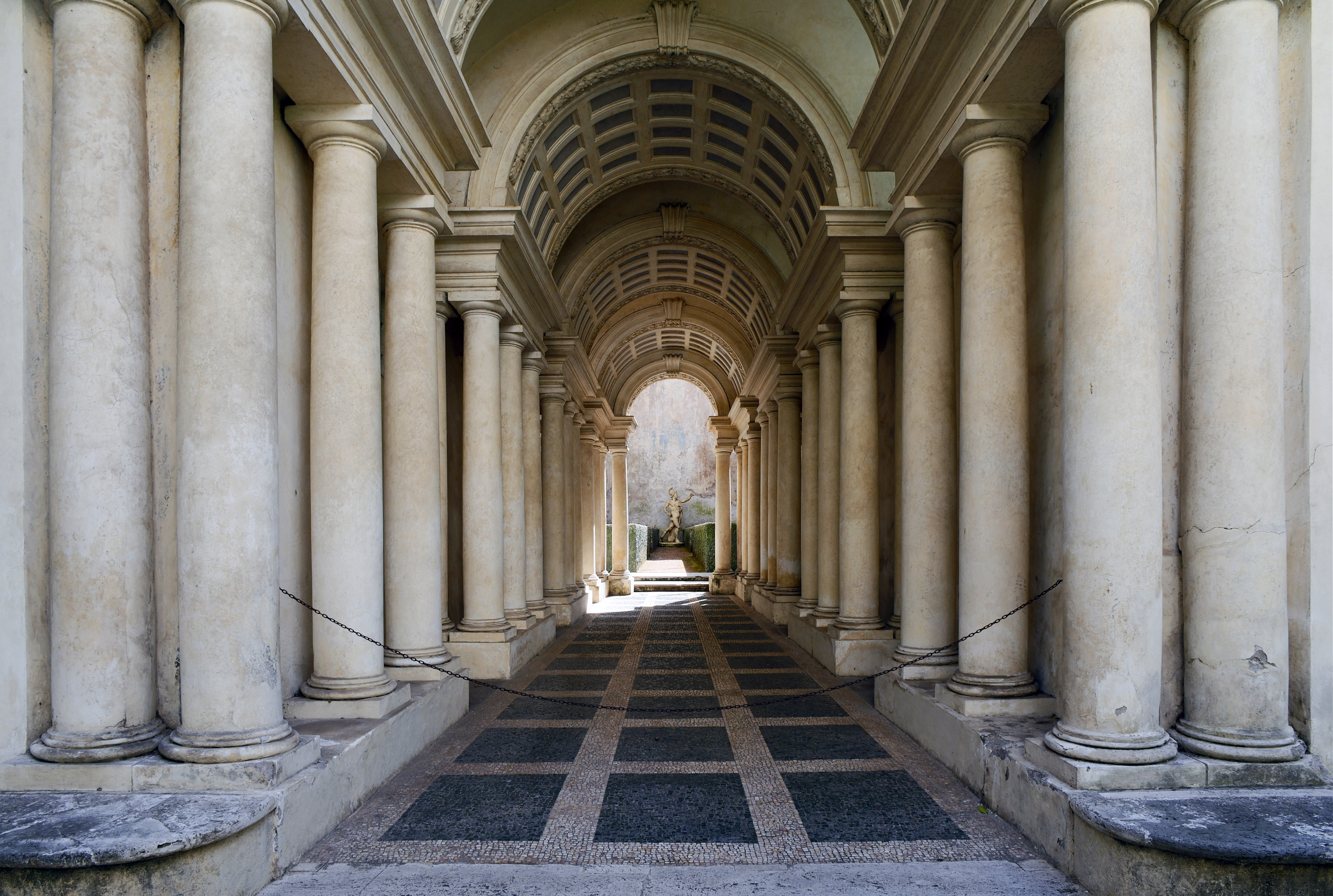
Архітектурний тромплей, Палаццо Спада, Рим, Франческо Борроміні
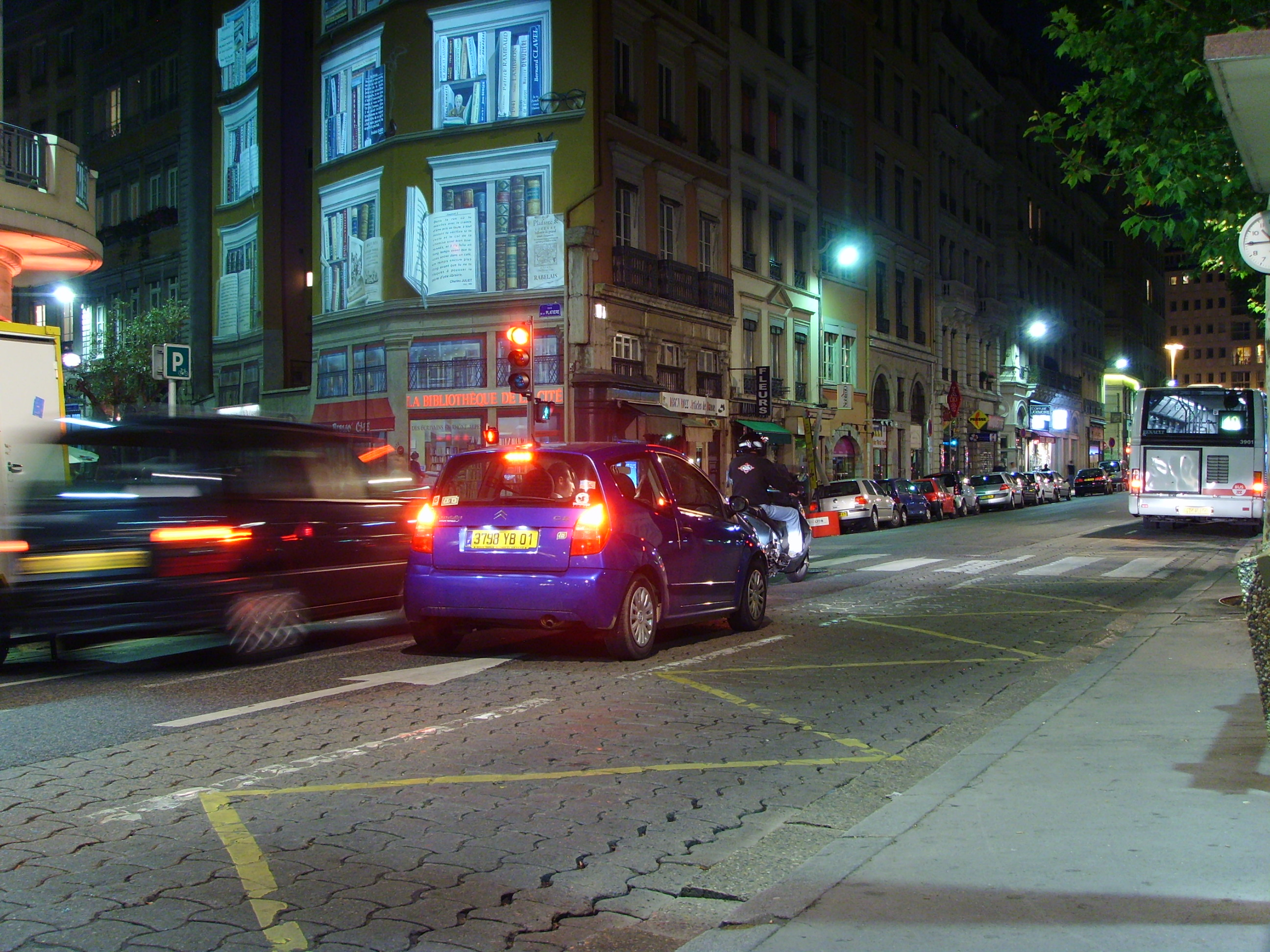
Тромплей в місті Ліон, Франція
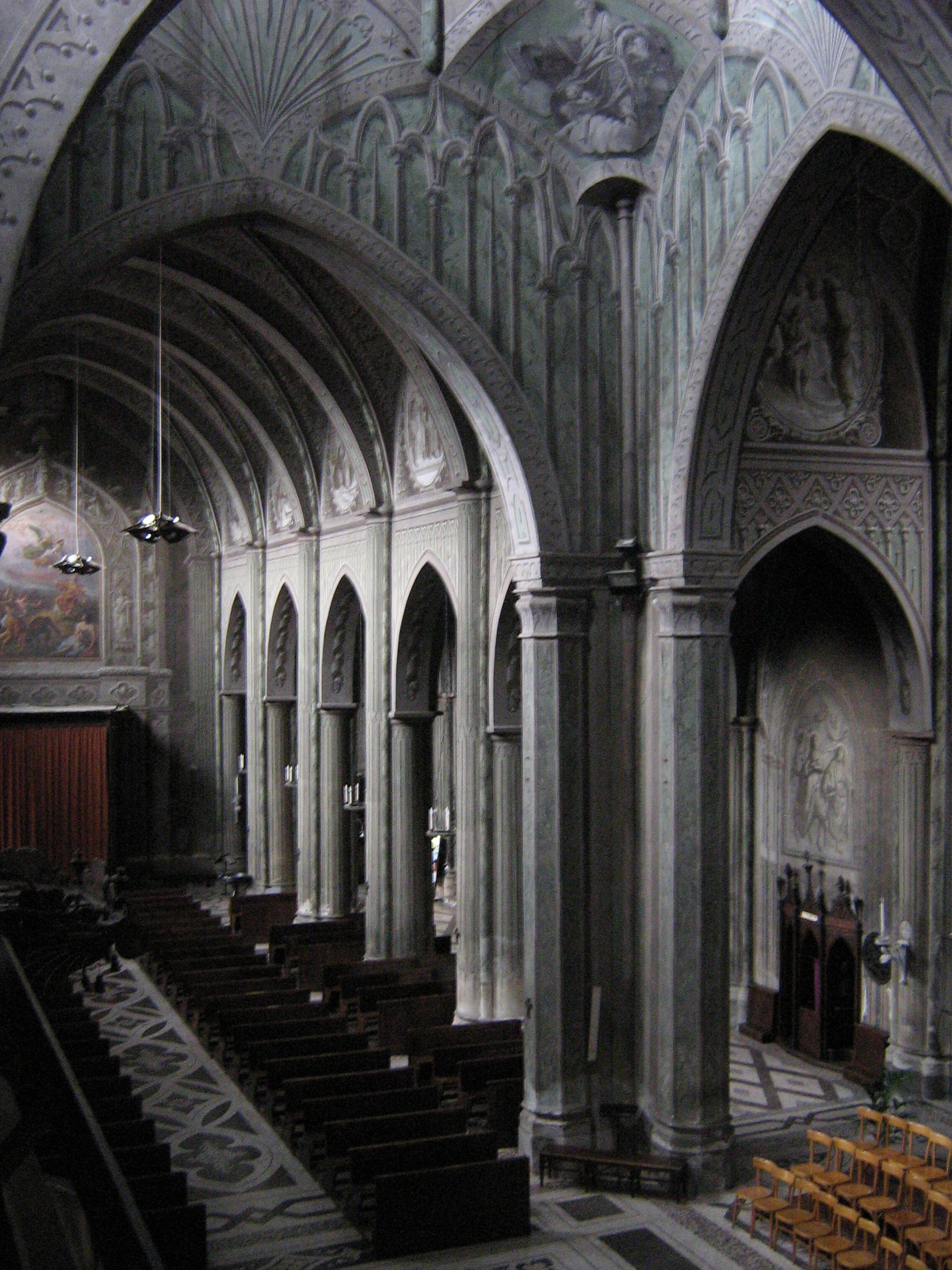
Інтер'єр собору в місті Б'єлла (Італія)
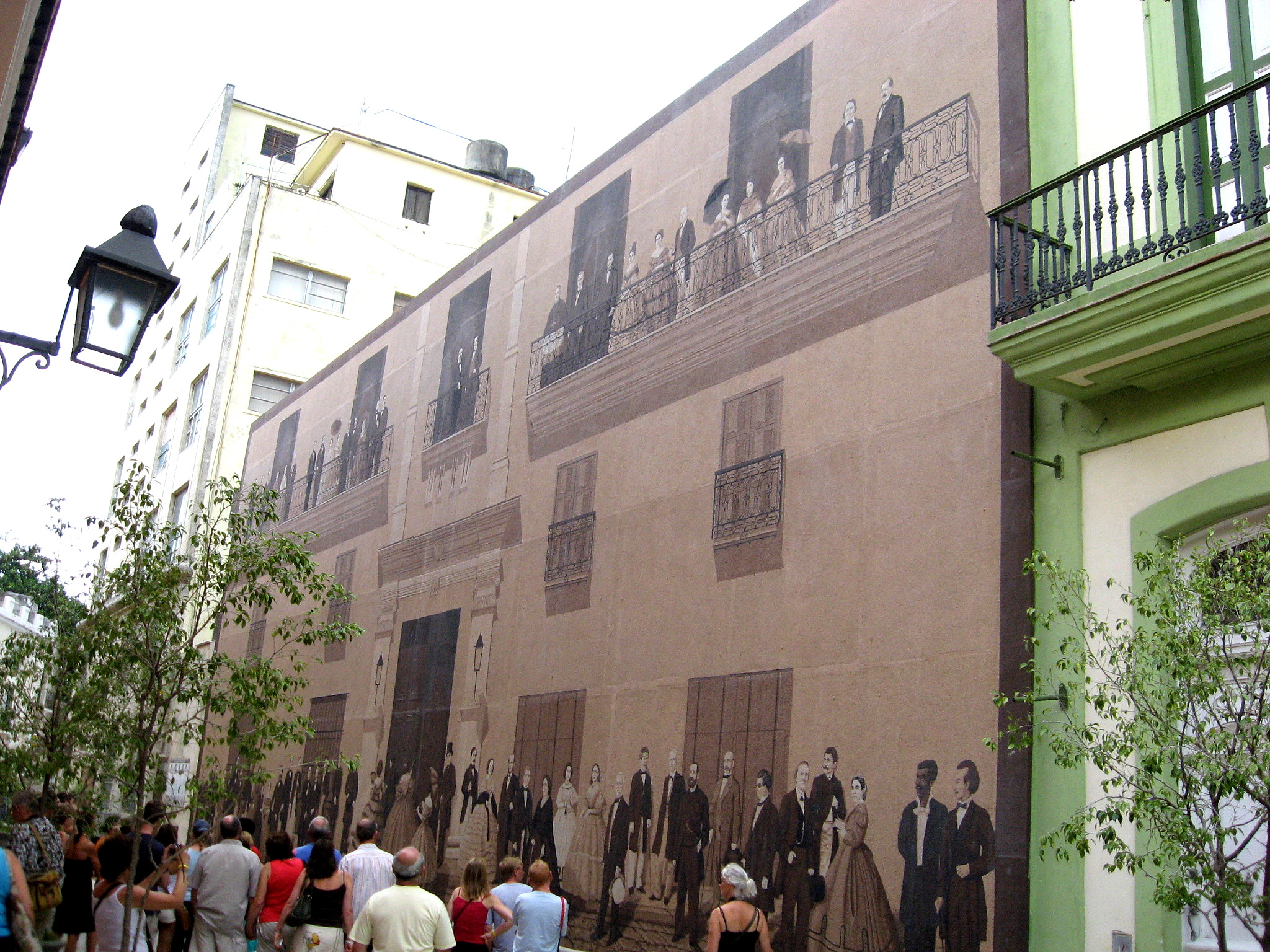
Будинок-тромплей, Гавана, Куба
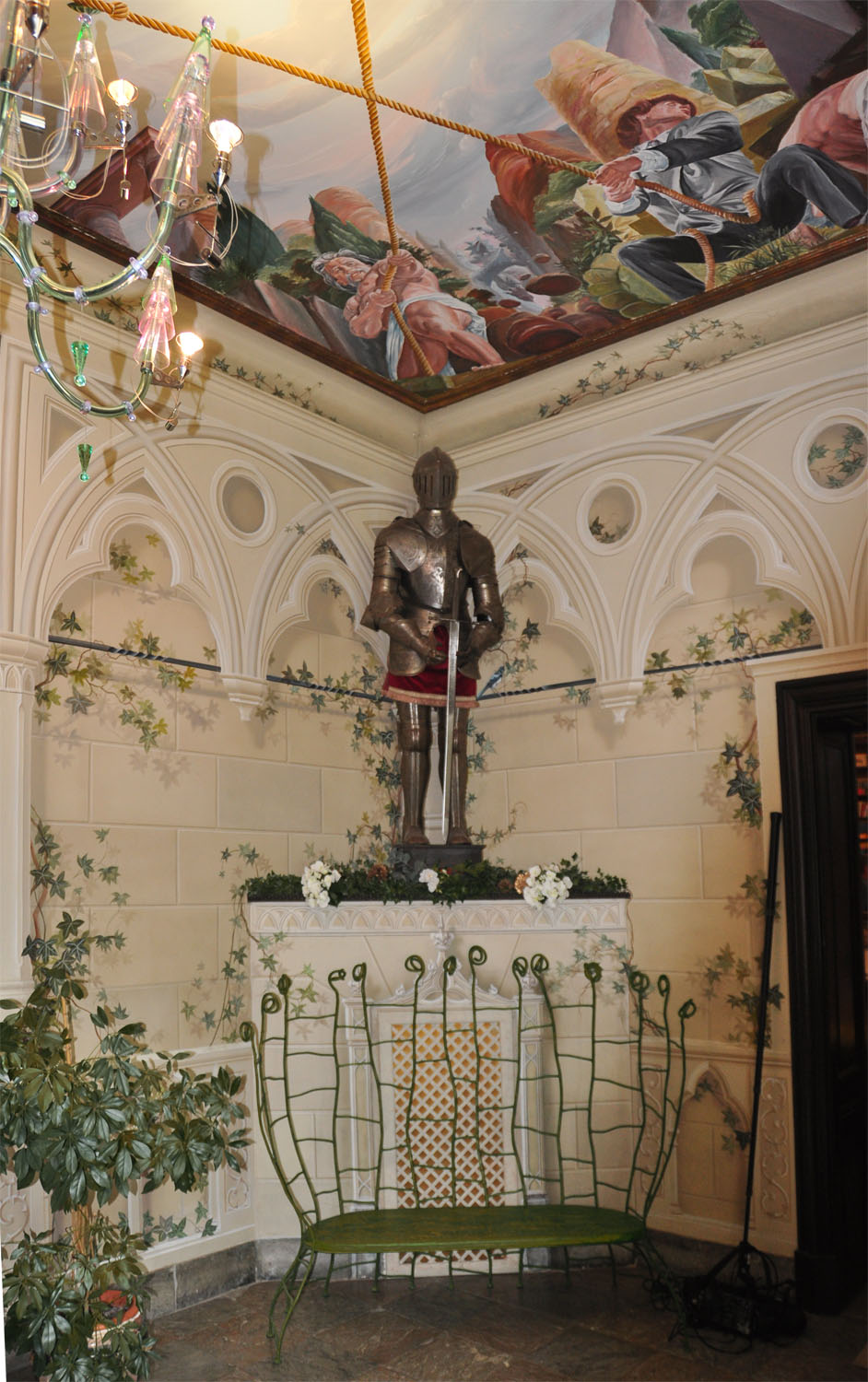
Архітектурний тромплей, вхід до бібліотеки замку Тал, Райнер Марія Латцке
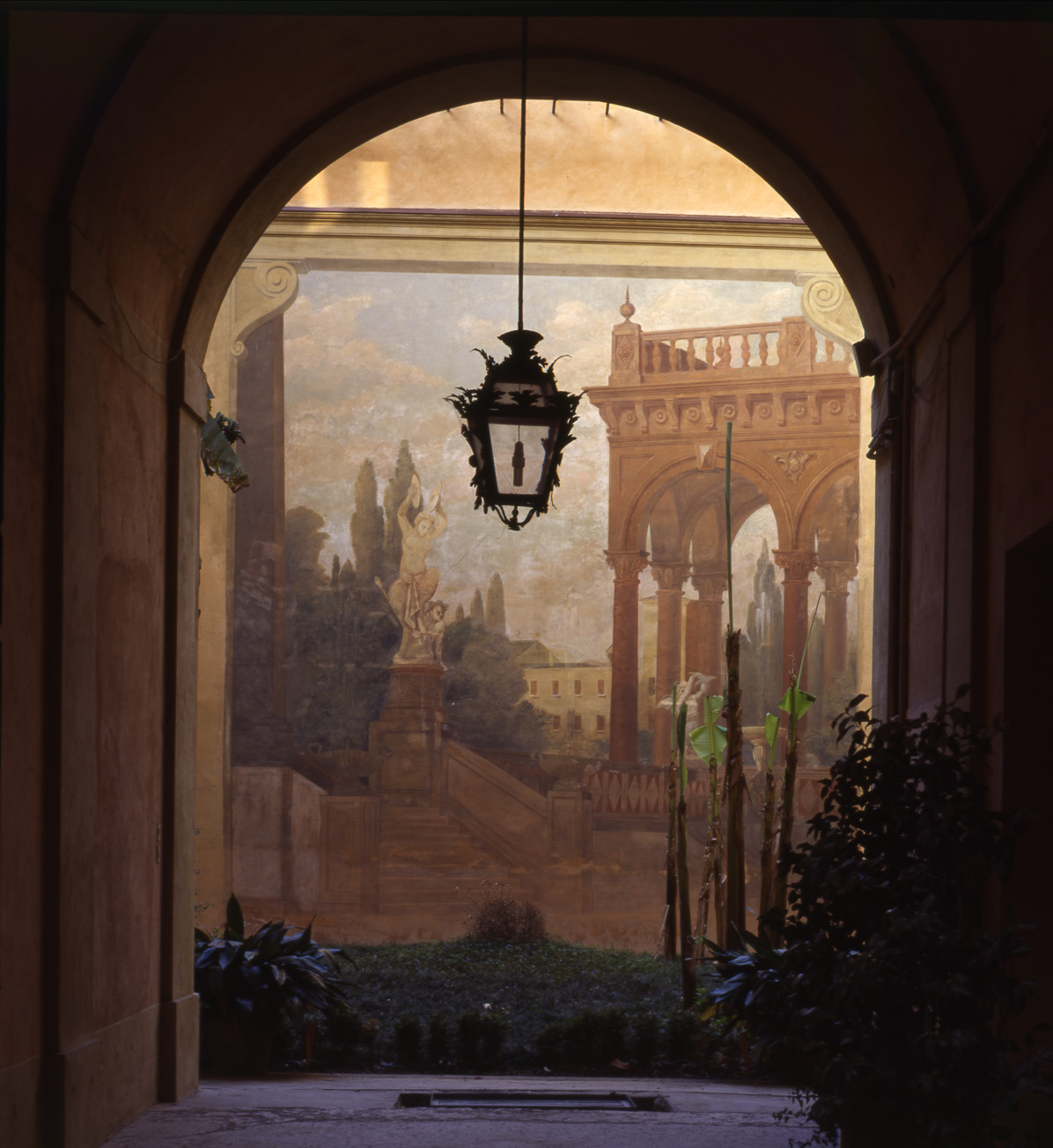
Палаццо Сангвінетті, Болонья
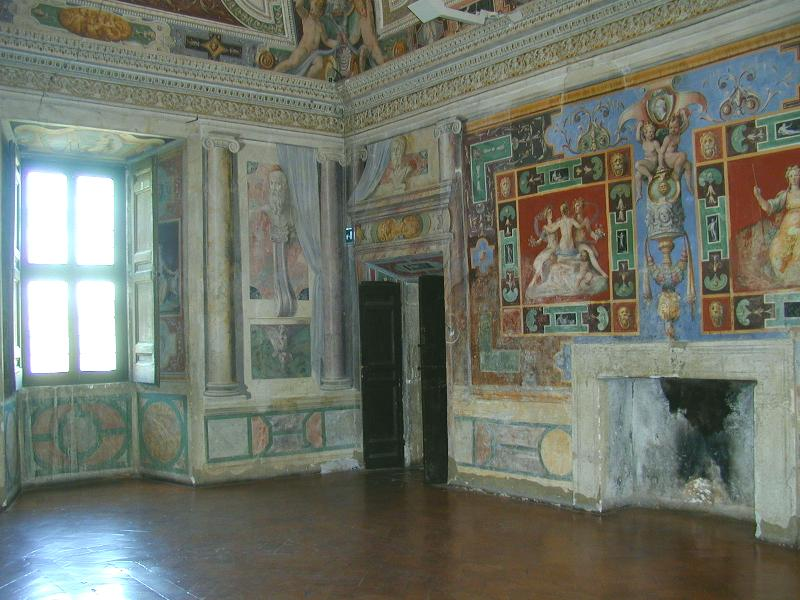
Вілла д'Есте, Тіволі, Італія